# Hedley (album)
Hedley är det självbetitlade debutalbumet av rockbandet Hedley. Albumet har sålt dubbelt platina i Kanada.
De sex singlarna från albumet var "On My Own", "Villain", "Trip", "321", "Gunnin'" och "Street Fight". "Johnny Falls" släpptes också, fast som en digital singel på iTunes. Videorna för "On My Own", "Trip", "321" och "Gunnin'" har alla nått #1 på MuchMusic countdown. 

## Låtlista
1. "Villain" – 4:10
2. "On My Own" – 3:39
3. "Trip" – 4:00
4. "Street Fight" – 3:18
5. "321" – 3:45
6. "Gunnin'" – 4:13
7. "Sink Or Swim" – 3:25
8. "Johnny Falls" – 3:38
9. "Saturday" – 3:42
10. "Sugar Free" – 3:39
11. "I Don't Believe It" – 3:01

### Platinum Edition Bonus Tracks
1. "Daddy-O" - 3:29
2. "On My Own (Remix)" - 3:29
3. "Trip (Acoustic)" - 3:57
4. "Gunnin' (Full Mix)" - 4:13